# Віброгасник
Віброгасник — елемент арматури кріплення дротів повітряних ліній електропередач, застосовується для зменшення згубного впливу вібрації до прийнятного рівня. Віброгасник встановлюється на проводах та грозозахистних тросах біля їх місць прикріплення до ізоляторів. Зазвичай використовується на лініях середньої та високої напруг, особливо, де використовується одинарний дріт, та на грозозахистних тросах ліній будь-якого класу напруг. Альтернативою віброгасника для нижчого та середнього класу напруг є повторна фіксація дроту до сусіднього ізолятора. Таким чином досягається ефект більш ригідної фіксації та меншої механічної деградації проводів від вібрації у місці їхнього кріплення до ізоляторів.